# Paul Baysse
Paul Baysse (Talence, 18 de maio de 1988) é um futebolista profissional francês que atua como zagueiro.

## Carreira
Paul Baysse começou a carreira no Bordeaux.